# يوم العرض (فلم)
يوم العرض تشويق وإثارة مصري من إنتاج سنة 2019. الفيلم من إخراج بيبرس الشهاوي، وتأليف 	
إيهاب ناصر، وإنتاج عمرو طنطاوي، ومن بطولة إيهاب فهمي، وأحمد صيام، وكلوديا حنا، وحسام الجندي، وندى بهجت.

## ملخص القصة
- في إطار تشويقي، تدور أحداث الفيلم حول عملية نصب كبرى تجرى في أحد المسارح الكبرى.

## طاقم التمثيل
- إيهاب فهمي
- أحمد صيام
- كلوديا حنا
- حسام الجندي
- ندى بهجت
- عمر حاتم
- شيماء أشرف
- محمد عبد الجواد
- محمد السعدني
- رضا إدريس
- منير مكرم
- إيهاب ناصر
- بهاء الخطيب

## الإنتاج
- كتب إيهاب ناصر قصة وسيناريو الفيلم، وكان الفيلم من إخراج بيبرس الشهاوي. المنتج عمرو طنطاوي...